# 8901-es mellékút (Magyarország)
A 8901-es számú mellékút egy közel 14 kilométer hosszú, négy számjegyű országos közút Vas vármegye területén. Szombathelytől vezet az osztrák határ felé, az útjába eső kisebb települések érintésével, 2005 előtt szinte teljes hosszában a 89-es főút része volt.

## Nyomvonala
A 87-es főútból ágazik ki, annak a 29+850-es kilométerszelvényénél lévő körforgalomból, Szombathely Kámon városrészének keleti részén, dél-délkelet felé. 11-es huszár út néven húzódik a Belvárost övező körútig, amit bő másfél méter után ér el; a keresztezést követően Vörösmarty Mihály út néven folytatódik. Bő 1,8 kilométer után délnyugatnak fordul és előbb Semmelweis Ignác utca, majd Honvéd út, kevéssel ezután pedig Petőfi Sándor utca néven húzódik tovább, ez utóbbi szakaszon halad el az Ady Endre tér és az ott lévő autóbusz-pályaudvar mellett.
A harmadik kilométerét elhagyva északnyugatnak fordul és a Rohonci út nevet veszi fel, Olad városrészbe érve pedig Dolgozók útja lesz a neve. Az 5+750-es kilométerszelvénye közelében egy újabb körforgalmon halad át, amelyből északkelet felé a 8721-es út ágazik ki, az ellenkező irányban pedig Olad központja felé lehet letérni. Itt az út nyugati irányt vesz fel, és innentől majdnem egészen végig nagyjából azt is követi.
Valamivel kevesebb, mint 6,7 kilométer után elhagyja Szombathely legnyugatibb házait, majd kiágazik belőle északnyugat felé a Bucsu központjába vezető 87 133-as számú mellékút. Kicsivel ezután, még a hetedik kilométere előtt egy újabb körforgalmon is áthalad, ez a 89-es főút településeket elkerülő nyomvonalával biztosít összeköttetést, az innen észak felé kiágazó 89 801-es számú mellékút révén.
7,6 kilométer után éri el Sé keleti határszélét, a községbe érve egyből lakott területek közt halad, Szabadság utca néven. 8,7 kilométer után hagyja maga mögött az utolsó séi házat, s ott egyúttal a községhatárt is átlépi, onnan Torony területén folytatódik. 9,1 kilométer után éri el e község első házait, ahol az Ady Endre utca nevet veszi fel,alig 200méterrel arrébb kiágazik belőle dél felé az Ondód falurészbe vezető 87 124-es számú mellékút, a központban, a tizedik kilométerénél pedig az az önkormányzati út (Rohonczi utca) ágazik ki belőle – ezúttal észak felé –, amely a 89-es főúttal köti össze a települést. 10,9 kilométer után hagyja el Torony legnyugatibb házait, majd még egy déli irányú kiágazása következik: ez az út a 87 123-as számozást viseli és a zsáktelepülésnek tekinthető Dozmat központjáig húzódik.
12,6 kilométer után éri el az út Torony, Dozmat és Bucsu hármashatárát, innen egy darabig e két utóbbi település határvonalát kíséri. Közben, kevesebb, mint 200 méterrel arrébb ismét észak felé ágazik ki belőle egy út, ez a 8717-es, mely Bucsu központjába és azon át Bozsokra vezet. Kevéssel a 13. kilométere után az út teljesen bucsui területre lép, de lakott helyeket már nem érint: utolsó méterein magába fogadja a délnyugatról becsatlakozó 8714-es utat, majd annak irányát követve észak-északkeletnek fordul, és beletorkollik a 89-es főútba, annak kicsivel a 10+750-es kilométerszelvénye előtt, ahol véget is ér.
Teljes hossza, az országos közutak térképes nyilvántartását szolgáló kira.gov.hu adatbázisa szerint 13,879 kilométer.

## Története
A 2000-es évek derekáig csaknem teljes hosszában a 89-es főút része volt, amit 1976-ban, a bucsui határátkelőhely átadásával egyidejűleg helyeztek főútként forgalomba. Az útvonal azonban úgyszólván évről évre egyre nagyobb forgalmat bonyolított, terhelve ezzel az érintett településeket, így fokozatosan nőtt az igény egy elkerülő nyomvonal létesítése iránt. Az új nyomvonal 2004-2005-re készült el, azóta az viseli főútként a 89-es útszámot, a korábbi nyomvonal pedig a 8901-es útszámozást kapta. Utóbbihoz hozzásoroltak még Szombathely belterületén egy olyan, közel 2 kilométernyi útszakaszt is, ami korábban a 87-es főút belvároson átvezető része volt.

## Települések az út mentén
- Szombathely
- Sé
- Torony
- (Dozmat)
- Bucsu